# 035 (prefisso)

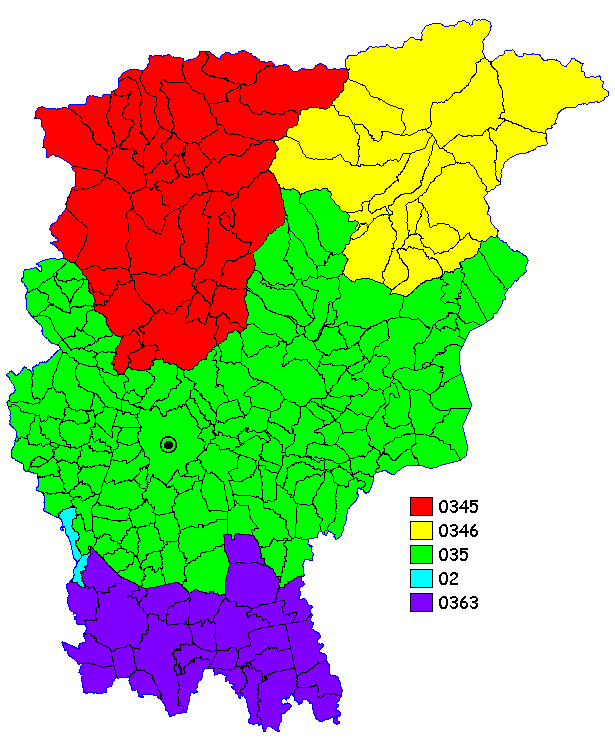
Mappa dei prefissi telefonici nella provincia di Bergamo

035 è il prefisso telefonico del distretto di Bergamo, appartenente al compartimento di Milano.
Il distretto comprende la parte centrale della provincia di Bergamo ed include anche il comune di Paratico (BS). Confina con i distretti di San Pellegrino Terme (0345) e di Clusone (0346) a nord, di Breno (0364) a nord-est, di Brescia (030) a est, di Treviglio (0363) a sud, di Milano (02) a sud-ovest, di Monza (039) a ovest e di Lecco (0341) a nord-ovest.

## Aree locali e comuni
Il distretto di Bergamo comprende 158 comuni suddivisi in 9 aree locali, alcune delle quali nate dall'aggregazione di due dei 13 preesistenti settori:
- Albino (ex settori di Albino e Trescore Balneario): comuni di Albino, Aviatico, Carobbio degli Angeli, Cenate Sopra, Cenate Sotto, Entratico, Gorlago, Pradalunga, San Paolo d'Argon, Selvino, Trescore Balneario e Zandobbio;
- Bergamo: comuni di Albano Sant'Alessandro, Almè, Almenno San Bartolomeo, Almenno San Salvatore, Alzano Lombardo, Azzano San Paolo, Bagnatica, Barzana, Bergamo, Brembate di Sopra, Brusaporto, Comun Nuovo, Costa di Mezzate, Curno, Dalmine, Gorle, Grassobbio, Lallio, Levate, Montello, Mozzo, Nembro, Orio al Serio, Osio Sopra, Paladina, Palazzago, Pedrengo, Ponteranica, Ponte San Pietro, Presezzo, Ranica, Roncola, Scanzorosciate, Seriate, Sorisole, Stezzano, Torre Boldone, Torre de' Roveri, Treviolo, Valbrembo, Villa d'Almè, Villa di Serio e Zanica;
- Bonate Sotto: comuni di Ambivere, Bonate Sopra, Bonate Sotto, Bottanuco, Chignolo d'Isola, Filago, Madone, Mapello, Medolago, Solza, Suisio e Terno d'Isola;
- Cisano Bergamasco (ex settori di Cisano Bergamasco e Sant'Omobono Imagna): comuni di Bedulita, Berbenno, Brumano, Calusco d'Adda, Capizzone, Caprino Bergamasco, Carvico, Cisano Bergamasco, Corna Imagna, Costa Valle Imagna, Fuipiano Valle Imagna, Locatello, Pontida, Rota d'Imagna, Sant'Omobono Terme, Sotto il Monte Giovanni XXIII, Strozza, Torre de' Busi, Valsecca e Villa d'Adda;
- Fiorano al Serio (ex settori di Fiorano al Serio e Ponte Nossa): comuni di Casnigo, Cazzano Sant'Andrea, Cene, Colzate, Fiorano al Serio, Gandino, Gazzaniga, Gorno, Leffe, Oneta, Parre, Peia, Ponte Nossa, Premolo e Vertova;
- Grumello del Monte: comuni di Bolgare, Calcinate, Castelli Calepio, Cavernago, Chiuduno, Gandosso, Grumello del Monte, Mornico al Serio, Palosco e Telgate;
- Lovere: comuni di Bossico, Castro, Costa Volpino, Fonteno, Lovere, Pianico, Riva di Solto, Rogno, Solto Collina e Sovere;
- Sarnico (ex settori di Sarnico e Casazza): comuni di Adrara San Martino, Adrara San Rocco, Berzo San Fermo, Bianzano, Borgo di Terzo, Casazza, Credaro, Endine Gaiano, Foresto Sparso, Gaverina Terme, Grone, Luzzana, Monasterolo del Castello, Paratico (BS), Parzanica, Predore, Ranzanico, Sarnico, Spinone al Lago, Tavernola Bergamasca, Viadanica, Vigano San Martino, Vigolo e Villongo;
- Verdellino: comuni di Arcene, Boltiere, Brembate, Ciserano, Cologno al Serio, Lurano, Osio Sotto, Pognano, Spirano, Urgnano, Verdellino e Verdello, oltre alla località di Zingonia[2].